# National League w piłce siatkowej mężczyzn (2011/2012)
NIVA Men’s National League 2011/2012 – rozgrywki o mistrzostwo Irlandii Północnej w sezonie 2011/2012 organizowane przez Północnoirlandzki Związek Piłki Siatkowej (ang. Northern Ireland Volleyball Association, NIVA). Zainaugurowane zostały 6 października 2011 roku i trwały do 16 kwietnia 2012 roku. 
W sezonie 2011/2012 żaden klub z Irlandii Północnej nie brał udziału w europejskich pucharach.

## Drużyny uczestniczące
| | NIVA Men’s National League 2011/2012 |   |
| --- | ------------------------------------ | - |
| LIS | Lisburn Lynx                         | 1 |
| RAI | Richhill Raiders                     | 2 |
| ULS | Ulster Jordanstown                   | 3 |
| AZT | Aztecs Eagles                        | 4 |
| BLZ | Ballymoney Blaze                     | 5 |
| | Awans z First Division               |   |
| QUB | Queen's University Belfast           | 1 |
| Oznaczenia: - kolumna pierwsza – skróty nazw drużyn wpisane na mapie (jeśli ta została zamieszczona), - kolumna trzecia – miejsce zajęte przez daną drużynę w poprzednim sezonie. |                                      |   |

## Hale sportowe
| Klub                       | Hala sportowa                                | Miejscowość |
| -------------------------- | -------------------------------------------- | ----------- |
| Aztecs Eagles              | Portadown College                            | Portadown   |
| Ballymoney Blaze           | Dalriada School                              | Ballymoney  |
| Lisburn Lynx               | Laurelhill Community College                 | Lisburn     |
| Queen's University Belfast | Queen’s University Physical Education Centre | Belfast     |
| Richhill Raiders           | Richhill Recreation Centre                   | Richhill    |
| Ulster Jordanstown         | University of Ulster                         | Jordanstown |

## Faza zasadnicza

### Tabela wyników
| Gospodarz \ Gość1          | LIS | RAI | ULS | AZT | BLZ | QUB |
| Lisburn Lynx               |     | 0:3 | 3:0 | 3:2 | 0:3 | 2:3 |
| Richhill Raiders           | 3:0 |     | 1:3 | 3:0 | 3:0 | 3:0 |
| Ulster Jordanstown         | 3:0 | 1:3 |     | 3:0 | 2:3 | 3:1 |
| Aztecs Eagles              | 0:3 | 0:3 | 0:3 |     | 0:3 | 3:0 |
| Ballymoney Blaze           | 3:0 | 3:1 | 3:2 | 3:0 |     | 3:0 |
| Queen's University Belfast | 3:0 | 1:3 | 0:3 | 3:1 | 1:3 |     |

| Gospodarz \ Gość1          | LIS | RAI | ULS | AZT | BLZ | QUB |
| Lisburn Lynx               |     |     | 0:3 |     | 0:3 | 1:3 |
| Richhill Raiders           | 3:0 |     | 3:0 |     |     |     |
| Ulster Jordanstown         |     |     |     | 3:2 | 3:2 |     |
| Aztecs Eagles              | 3:1 | 0:3 |     |     |     | 2:3 |
| Ballymoney Blaze           |     | 2:3 |     | 3:0 |     | 3:2 |
| Queen's University Belfast |     | 0:3 | 0:3 |     |     |     |

### Terminarz i wyniki spotkań
| Data        | Godz. | Gospodarz                  | Rezultat                                | Gość                       |
| ----------- | ----- | -------------------------- | --------------------------------------- | -------------------------- |
| 1. KOLEJKA  |       |                            |                                         |                            |
| 06.10.2011  | 20:00 | Aztecs Eagles              | 3:0 (25:18, 25:12, 25:16)               | Queen's University Belfast |
| 08.10.2011  | –     | Lisburn Lynx               | 3:0 (25:0, 25:0, 25:0)                  | Ulster Jordanstown         |
| 08.10.2011  | 20:00 | Ballymoney Blaze           | 3:1 (25:21, 17:25, 25:23, 25:14)        | Richhill Raiders           |
| 2. KOLEJKA  |       |                            |                                         |                            |
| 17.10.2011  | 20:00 | Ulster Jordanstown         | 2:3 (24:26, 25:22, 23:25, 25:20, 10:15) | Ballymoney Blaze           |
| 19.10.2011  | 19:30 | Queen's University Belfast | 1:3 (26:24, 18:25, 22:25, 19:25)        | Richhill Raiders           |
| 20.10.2011  | 20:00 | Aztecs Eagles              | 0:3 (18:25, 18:25, 23:25)               | Lisburn Lynx               |
| 3. KOLEJKA  |       |                            |                                         |                            |
| 24.10.2011  | 20:00 | Ulster Jordanstown         | 1:3 (16:25, 15:25, 25:14, 18:25)        | Richhill Raiders           |
| 02.11.2011  | 20:00 | Ballymoney Blaze           | 3:0 (25:16, 25:12, 25:21)               | Aztecs Eagles              |
| 05.11.2011  | 16:30 | Lisburn Lynx               | 2:3 (25:21, 21:25, 17:25, 25:20, 13:15) | Queen's University Belfast |
| 4. KOLEJKA  |       |                            |                                         |                            |
| 09.11.2011  | 19:30 | Queen's University Belfast | 0:3 (20:25, 18:25, 19:25)               | Ulster Jordanstown         |
| 10.11.2011  | 20:00 | Aztecs Eagles              | 0:3 (21:25, 15:25, 16:25)               | Richhill Raiders           |
| 12.11.2011  | 16:30 | Lisburn Lynx               | 0:3 (9:25, 14:25, 20:25)                | Ballymoney Blaze           |
| 5. KOLEJKA  |       |                            |                                         |                            |
| 18.11.2011  | 19:00 | Richhill Raiders           | 3:0 (25:16, 25:13, 25:14)               | Lisburn Lynx               |
| 21.11.2011  | 20:00 | Ulster Jordanstown         | 3:0 (25:16, 25:14, 25:18)               | Aztecs Eagles              |
| 23.11.2011  | 20:00 | Ballymoney Blaze           | 3:0 (25:19, 25:17, 25:20)               | Queen's University Belfast |
| 6. KOLEJKA  |       |                            |                                         |                            |
| 28.11.2011  | 20:00 | Ulster Jordanstown         | 3:0 (25:8, 25:9, 25:14)                 | Lisburn Lynx               |
| 30.11.2011  | 19:30 | Queen's University Belfast | 3:1 (25:22, 25:20, 18:25, 25:19)        | Aztecs Eagles              |
| 02.12.2011  | 19:00 | Richhill Raiders           | 3:0 (26:24, 25:12, 25:22)               | Ballymoney Blaze           |
| 7. KOLEJKA  |       |                            |                                         |                            |
| 14.12.2011  | 20:00 | Ballymoney Blaze           | 3:2 (25:20, 25:20, 19:25, 18:25, 15:11) | Ulster Jordanstown         |
| 16.12.2011  | 19:00 | Richhill Raiders           | 3:0 (25:18, 25:18, 25:20)               | Queen's University Belfast |
| 17.12.2011  | 16:30 | Lisburn Lynx               | 3:2 (20:25, 18:25, 25:21, 25:19, 15:11) | Aztecs Eagles              |
| 8. KOLEJKA  |       |                            |                                         |                            |
| 12.01.2012  | 20:00 | Aztecs Eagles              | 0:3 (23:25, 25:27, 20:25)               | Ballymoney Blaze           |
| 16.01.2012  | 20:00 | Queen's University Belfast | 3:0 (25:20, 25:22, 25:23)               | Lisburn Lynx               |
| 03.02.2012  | 19:00 | Richhill Raiders           | 1:3 (19:25, 12:25, 25:16, 22:25)        | Ulster Jordanstown         |
| 9. KOLEJKA  |       |                            |                                         |                            |
| 27.01.2012  | 19:00 | Richhill Raiders           | 3:0 (25:13, 25:7, 25:9)                 | Aztecs Eagles              |
| 30.01.2012  | 20:00 | Ulster Jordanstown         | 3:1 (25:21, 25:22, 22:25, 25:17)        | Queen's University Belfast |
| 01.02.2012  | 20:00 | Ballymoney Blaze           | 3:0 (25:7, 25:20, 25:6)                 | Lisburn Lynx               |
| 10. KOLEJKA |       |                            |                                         |                            |
| 09.02.2012  | 20:00 | Aztecs Eagles              | 0:3 (14:25, 23:25, 18:25)               | Ulster Jordanstown         |
| 11.02.2012  | 16:30 | Lisburn Lynx               | 0:3 (11:25, 8:25, 10:25)                | Richhill Raiders           |
| 11.02.2012  | 18:00 | Queen's University Belfast | 1:3 (12:25, 15:25, 25:19, 17:25)        | Ballymoney Blaze           |
| 11. KOLEJKA |       |                            |                                         |                            |
| 16.02.2012  | 20:00 | Aztecs Eagles              | 2:3 (20:25, 25:11, 20:25, 25:21, 10:15) | Queen's University Belfast |
| 22.02.2012  | 20:00 | Ballymoney Blaze           | 2:3 (11:25, 25:18, 21:25, 25:20, 12:15) | Richhill Raiders           |
| 25.02.2012  | 16:30 | Lisburn Lynx               | 0:3 (12:25, 10:25, 9:25)                | Ulster Jordanstown         |
| 12. KOLEJKA |       |                            |                                         |                            |
| 27.02.2012  | 20:00 | Ulster Jordanstown         | 3:2 (19:25, 17:25, 25:22, 25:19, 15:12) | Ballymoney Blaze           |
| 01.03.2012  | 20:00 | Aztecs Eagles              | 3:1 (25:23, 25:17, 17:25, 25:19)        | Lisburn Lynx               |
| 10.03.2012  | 18:00 | Queen's University Belfast | 0:3 (16:25, 15:25, 7:25)                | Richhill Raiders           |
| 13. KOLEJKA |       |                            |                                         |                            |
| 16.03.2012  | 19:00 | Richhill Raiders           | 3:0 (25:18, 25:17, 25:18)               | Ulster Jordanstown         |
| 21.03.2012  | 20:00 | Ballymoney Blaze           | 3:0 (25:9, 25:17, 25:20)                | Aztecs Eagles              |
| 24.03.2012  | 16:30 | Lisburn Lynx               | 1:3 (25:22, 20:25, 24:26, 22:25)        | Queen's University Belfast |
| 14. KOLEJKA |       |                            |                                         |                            |
| 29.03.2012  | 20:00 | Aztecs Eagles              | 0:3 (8:25, 20:25, 20:25)                | Richhill Raiders           |
| 31.03.2012  | 16:30 | Lisburn Lynx               | 0:3 (14:25, 14:25, 20:25)               | Ballymoney Blaze           |
| 02.04.2012  | 18:00 | Queen's University Belfast | 0:3 (23:25, 16:25, 17:25)               | Ulster Jordanstown         |
| 15. KOLEJKA |       |                            |                                         |                            |
| 11.04.2012  | 20:00 | Ballymoney Blaze           | 3:2 (22:25, 16:25, 25:15, 25:18, 15:12) | Queen's University Belfast |
| 16.04.2012  | 20:00 | Ulster Jordanstown         | 3:2 (23:25, 25:20, 23:25, 25:23, 15:10) | Aztecs Eagles              |
| 11.04.2012  | 19:00 | Richhill Raiders           | 3:0 (25:11, 25:6, 25:20)                | Lisburn Lynx               |

### Tabela
| Lp. | Drużyna                    | Pkt | Mecze | Mecze | Mecze | Rodzaj wyniku | Rodzaj wyniku | Rodzaj wyniku | Rodzaj wyniku | Rodzaj wyniku | Rodzaj wyniku | Sety | Sety | Sety  | Małe punkty | Małe punkty | Małe punkty |
| Lp. | Drużyna                    | Pkt | M     | W     | P     | 3:0           | 3:1           | 3:2           | 2:3           | 1:3           | 0:3           | wyg. | prz. | stos. | zdob.       | str.        | stos.       |
| --- | -------------------------- | --- | ----- | ----- | ----- | ------------- | ------------- | ------------- | ------------- | ------------- | ------------- | ---- | ---- | ----- | ----------- | ----------- | ----------- |
| 1   | Richhill Raiders           | 38  | 15    | 13    | 2     | 10            | 2             | 1             | 0             | 2             | 0             | 41   | 10   | 4.1   | 1203        | 879         | 1.369       |
| 2   | Ballymoney Blaze           | 35  | 15    | 12    | 3     | 7             | 2             | 3             | 2             | 0             | 1             | 40   | 17   | 2.353 | 1281        | 1078        | 1.188       |
| 3   | Ulster Jordanstown         | 291 | 15    | 10    | 5     | 6             | 2             | 2             | 2             | 1             | 2             | 35   | 21   | 1.667 | 1185        | 1096        | 1.081       |
| 4   | Queen's University Belfast | 14  | 15    | 5     | 10    | 1             | 2             | 2             | 1             | 3             | 6             | 20   | 36   | 0.556 | 1112        | 1286        | 0.865       |
| 5   | Lisburn Lynx               | 9   | 15    | 3     | 12    | 2             | 0             | 1             | 1             | 2             | 9             | 13   | 38   | 0.342 | 889         | 1131        | 0.786       |
| 6   | Aztecs Eagles              | 9   | 15    | 2     | 13    | 1             | 1             | 0             | 3             | 1             | 9             | 13   | 40   | 0.325 | 1011        | 1211        | 0.835       |

Źródło: nivb.com
Punktacja: 3:0 i 3:1 – 3 pkt; 3:2 – 2 pkt; 2:3 – 1 pkt; 1:3 i 0:3 – 0 pkt
Zasady ustalania kolejności: 1. liczba punktów; 2. stosunek setów; 3. stosunek małych punktów; 4. bilans w bezpośrednich meczach
1 Klub Ulster Jordanstown ukarany został walkowerem, jednocześnie odjęciem jednego punktu, w meczu 1. kolejki z klubem Lisburn Lynx.
     spadek do First Division

## Klasyfikacja końcowa
| Lp.                      | Drużyna                    |
| ------------------------ | -------------------------- |
| 1                        | Richhill Raiders           |
| 2                        | Ballymoney Blaze           |
| 3                        | Ulster Jordanstown         |
| 4                        | Queen's University Belfast |
| 5                        | Lisburn Lynx               |
| 6                        | Aztecs Eagles              |
| spadek do First Division |                            |

| Mistrzostwo      |
| ---------------- |
| Richhill Raiders |
| Puchar           |
| Richhill Raiders |

## Statystyki

### Sety, małe punkty
| Kolejka | Sety | Średnio na mecz | Małe punkty | Średnio na set |
| ------- | ---- | --------------- | ----------- | -------------- |
| 1       | 10   | 3,33            | 371         | 37,10          |
| 2       | 12   | 4,00            | 533         | 44,42          |
| 3       | 12   | 4,00            | 494         | 41,17          |
| 4       | 9    | 3,00            | 377         | 41,89          |
| 5       | 9    | 3,00            | 372         | 41,33          |
| 6       | 10   | 3,33            | 419         | 41,90          |
| 7       | 13   | 4,33            | 538         | 41,38          |
| 8       | 10   | 3,33            | 454         | 45,40          |
| 9       | 10   | 3,33            | 394         | 39,40          |
| 10      | 10   | 3,33            | 397         | 39,70          |
| 11      | 13   | 4,33            | 500         | 38,46          |
| 12      | 12   | 4,00            | 493         | 41,08          |
| 13      | 10   | 3,33            | 438         | 43,80          |
| 14      | 9    | 3,00            | 377         | 41,89          |
| 15      | 13   | 4,33            | 524         | 40,31          |
| Razem   | 162  | 3,60            | 6681        | 41,24          |